# Lyngsjö landskommun
Lyngsjö landskommun var en tidigare kommun i dåvarande Kristianstads län.

## Administrativ historik
Kommunen bildades i Lyngsjö socken i Gärds härad i Skåne när 1862 års kommunalförordningar trädde i kraft. 
Vid kommunreformen 1952 uppgick kommunen i Everöds landskommun som 1971 uppgick i Kristianstads kommun.